# BNK Festival
„BNK Festival” (jap. BNK フェスティバルー) – piąty singel tajskiego zespołu BNK48, wydany cyfrowo 14 grudnia 2018 roku i 18 grudnia 2018 roku na płycie CD i „music card”. Sprzedał się w liczbie 762 747 egzemplarzy.

## Lista utworów
| CD | CD                                                                                               | CD                        | CD                                             | CD      |
| Nr | Tytuł utworu                                                                                     | Tekst                     | Oryginalna piosenka                            | Długość |
| -- | ------------------------------------------------------------------------------------------------ | ------------------------- | ---------------------------------------------- | ------- |
| 1. | „BNK Festival” (taj. บีเอ็นเคเฟสติวัล)                                                               | Rat Pikartpairee          | „AKB Festival” (AKB48 Team Surprise 1st Stage) | 4:13    |
| 2. | „Mata Anata no Koto wo Kangaeteta (Khidt̄hụng)” (taj. Mata Anata no Koto wo Kangaeteta (คิดถึง...)) | Saowanee Kanchananorasiri | „Mata anata no koto o kangaeteta”              | 5:02    |
| 3. | „Temodemo no Namida (T̄hụng mæ̂ ca mī n̂ảtā)” (taj. Temodemo no Namida (ถึงแม้จะมีน้ำตา))               | Tanupop Noyanon           | „Temodemo no namida” (AKB48 Team B 3rd Stage)  | 3:38    |
| 4. | „BNK Festival” (Off Vocal ver.)                                                                  |                           | „AKB Festival”                                 | 4:13    |
| 5. | „Mata Anata no Koto wo Kangaeteta (Khidt̄hụng)” (Off Vocal ver.)                                  |                           | „Mata anata no koto o kangaeteta”              | 5:02    |
| 6. | „Temodemo no Namida (T̄hụng mæ̂ ca mī n̂ảtā)” (Off Vocal ver.)                                      |                           | „Temodemo no namida”                           | 3:38    |